# تاکوتا
تاکوتا (به لاتین: Tăcuta) یک سکونتگاه مسکونی در رومانی است که در شهرستان وزلو واقع شده‌است.

## خصوصیات
تاکوتا ۳٬۳۹۸ نفر جمعیت دارد.